# Kunio Ishii
Kunio Ishii (石井邦生?, Ishii Kunio,; Fukuoka, 20 ottobre 1941) è un goista giapponese.

## Biografia
Kunio Ishii imparò il Go fin da giovanissimo e divenne un insei della Nihon Ki-in nel 1954, due anni dopo superò l'esame da professionista sotto la tutela del suo sensei Senjin Hokosawa. Nel 1978 raggiunse il massimo grado di 9º dan. Nonostante sia stato una presenza fissa nelle fasi finali di tutti i principali tornei tra gli anni '60 e '80 non è mai riuscito ad aggiudicarsi nessun torneo, raggiungendo come risultato massimo in carriera la finale allo Shin-Ei nel 1969. Negli ultimi anni si è dedicato soprattutto all'insegnamento ed è il sensei dell'attuale giocatore numero 1 del Giappone Iyama Yuta.

## Titoli
| Nazionali          | Nazionali | Nazionali |
| Tornei             | Vittorie  | Finalista |
| ------------------ | --------- | --------- |
| Shin-Ei            |           | 1 (1969)  |
| Totale in carriera |           |           |
| Totale             | 0         | 1         |

| Controllo di autorità | VIAF (EN) 257183666 · NDL (EN, JA) 00185578 |